# Тюмеревське сільське поселення
Тюме́ревське сільське поселення (рос. Тюмеревское сельское поселение) — муніципальне утворення у складі Янтіковського району Чувашії, Росія. Адміністративний центр — присілок Тюмерево.

## Населення
Населення — 1527 осіб (2019, 1857 у 2010, 2267 у 2002).

## Склад
До складу поселення входять такі населені пункти:
| Населений пункт      | Населення, осіб (2002) | Населення, осіб (2010) |
| -------------------- | ---------------------- | ---------------------- |
| Амаликово, присілок  | 405                    | 339                    |
| Бахтіарово, присілок | 368                    | 285                    |
| Кармали, село        | 606                    | 522                    |
| Тюмерево, присілок   | 888                    | 711                    |